# Wtorek, po świętach
Wtorek, po świętach (rum. Marţi, după Crăciun) – rumuński dramat filmowy z 2010 roku w reżyserii Radu Munteana. Premiera filmu miała miejsce na 63. MFF w Cannes. Zdjęcia kręcono w Bukareszcie.

## Fabuła
Paul i Adriana są małżeństwem, mają córkę Marę. Po 10 latach spędzonych razem Paul dopuszcza się zdrady. Poznana przez niego młoda dentystka Raluca stwarza mu nadzieje na odzyskanie młodości. Najtrudniejsze okazuje się przyznanie przed żoną do romansu.

## Obsada
- Mimi Brănescu jako Paul Hanganu
- Mirela Oprișor jako Adriana Hanganu
- Maria Popistașu jako Raluca
- Dragoș Bucur jako Cristi
- Victor Rebengiuc jako Nucu
- Ioana Blaj jako Narcisa
- Adrian Văncică jako Mircea Dumbrăveanu
- Carmen Lopăzan jako Cosmina
- Silvia Năstase jako Ica
- Sasa Paul-Szel jako Mara Hanganu
- Dana Dembinski Medeleanu jako matka Ralucy

## Nagrody i wyróżnienia
- Międzynarodowy Festiwal Filmowy w Gijón
  - Grand Prix Asturia dla najlepszego filmu
  - nagroda dla najlepszego aktora dla Mimi Brănescu
  - nagroda dla najlepszej aktorki dla Mireli Oprișor i Marii Popistașu

- Międzynarodowy Festiwal Filmowy w Mar del Plata
  - nagroda dla najlepszej aktorki dla Mireli Oprișor i Marii Popistașu

- Międzynarodowy Festiwal Filmowy w Sarasota
  - nagroda dla najlepszego filmu fabularnego

- Międzynarodowy Festiwal Filmowy w Leeds[1]
  - Nagroda Golden Owl dla najlepszego filmu